# 日本信用情報機構
株式会社日本信用情報機構（にほんしんようじょうほうきこう、英語: Japan Credit Information Reference Center Corp. 略称: JICC）は、日本の個人信用情報機関である。
平成18年改正貸金業法で定められた『指定信用情報機関』に指定されている。

## 概要
貸金業者系の信用情報機関であり、2009年に株式会社テラネットが全国信用情報センター連合会加盟33情報センターから事業承継を受け、商号変更して発足した。
- 情報登録期間
  - 契約情報 - 契約継続中及び完済後5年を超えない期間
  - 延滞情報 - 延滞継続中、延滞解消、債権譲渡は1年を超えない期間
  - 破産、民事再生、債務整理情報 - 完済後5年を超えない期間
  - 申し込み照会記録 - 照会日から6か月を超えない期間

契約情報のうち延滞情報、本人申告情報の一部は下記の信用情報機関と交流している。
- 株式会社シー・アイ・シー、全国銀行個人信用情報センター（一般社団法人全国銀行協会が運営）

契約情報のうち貸金総量規制情報残高ありは株式会社シー・アイ・シー、株式会社日本信用情報機構相互に交流している。

## 個人信用情報の開示方法
開示方法に2種類あり、JICCの開示窓口（東京都台東区、大阪市北区）に赴いて開示する方法、郵送による開示によるもの。開示窓口による開示手数料は税込500円。
郵送による開示は、手数料の支払い方法に3通りあって、郵便局の定額小為替証書1,000円分（発行手数料100円の計1,100円）を申請書と身分証明書書類を共に郵送するもの。指定された用紙にクレジットカード番号、カードの名義人などを記載したものを送ると支払いが、そのクレジットカードから行われるもの、CICと異なり、JCBやDCなど以外のVISA・MasterCard・Amex・デビットカードも使用できる。
更に開示申請を、スマートフォンからインターネットで行い、手数料の支払い方法にクレジットカード・コンビニエンスストアでの支払い、銀行のATMからPay-easyという方法で支払う方法も選択できる。開示は郵送にて行われる。

## 前身の信用情報機関

### （旧）全国信用情報センター連合会 加盟の個人信用情報機関
全国信用情報センター連合会 加盟の個人信用情報機関は、消費者金融専業会社（以下「専業」）と商工ローン会社の各社が出資して設立した全国33箇所にある信用情報機関である。また、これを統括しているのが全国信用情報センター連合会（略称「全情連」・「FCBJ」）である。
信用情報が登録されるのは全情連加盟の個人信用情報機関であり、全情連に登録される訳ではないが、全情連のスターネットシステムというネットワーク網で全情連加盟の個人信用情報機関と共有されている。この為、俗に「全情連に登録される」と考えても差し支えないだろう。
前述の通り、専業と商工ローン会社が主な会員で、大手の会社以外にも中小の金融会社（いわゆる街金融など）も、法人格の貸金業登録など一定の条件を満たせば会員となり信用情報を利用できる。
全情連加盟の個人信用情報機関と他の信用情報機関の大きな違いは、各々の利用状況（貸付高・支払状況・企業店舗名など）が会員会社の情報から随時更新・反映されていることである。そのため、同日中に何軒も融資の申込をした際の融資の可否や、自転車操業的な兆候は無いかなどが、ほぼリアルタイムで分かるなど、部分的には他の信用情報機関のそれとは比べものにならない程詳細な情報が登録されている。
また、加入会員に対する信用情報の目的外利用や、個人情報漏洩の監視が非常に厳しく、加入会員への教育や研修も徹底している。
全情連に加盟する個人信用情報機関は、株式会社ジャパンデータバンク（東京都、茨城県、埼玉県、千葉県及び神奈川県）、株式会社レンダースエクスチェンジ（大阪府、奈良県及び和歌山県）などである。
従来は一部の例外を除き原則として専業（武富士、アイフル、アコム、プロミス、レイクなど）のみが会員であったが、1990年代前半からは入会資格が改められ、非専業の信販にも門戸が開けられ、ライフ、セントラルファイナンス（現・セディナ）、アプラス、ソニーファイナンスインターナショナルが加盟し、2005年以降、貸付枠が大型のカードローンを導入したオリエントコーポレーション、クレディセゾン、三菱UFJニコス（旧日本信販）、イオンクレジットサービスも加盟した。但し、イオンクレジットサービス、クレディセゾン、三菱UFJニコス（子会社を含む）などはローンカードのみ全情連を利用し、クレジットカードには利用していない（その他の各社（専業を含む）はクレジットカードにも利用していた。

### （旧）株式会社テラネット
株式会社テラネットは、1990年代後半当時、全情連の制約により加盟できないクレジットカード会社と銀行系消費者金融（2010年時点で事業存続を行っているのはモビットのみ）が全情連の信用情報を参照できるように、2000年に運用が開始された信用情報機関である。テラネット加盟会社は、与信対象である個人の全情連登録情報（借入件数のみ）を参照できる。
銀行系ではJCBグループ、DCカードグループ、UFJカードグループ（三菱UFJニコスとなった旧NICOSを含む）、シティカードジャパンなどが、流通系ではクレディセゾン、イオンクレジットサービス、オーエムシーカード（現・セディナ）、UCS、東急カードなどが加盟していた。

### （旧）株式会社シーシービー
株式会社シーシービー（略称「CCB」）は、既存の信用情報機関に加盟できなかった外国資本の消費者金融専業会社などが設立した信用情報機関である。1983年に株式会社セントラル・コミュニケーション・ビューローとして稼働を開始し、その後信販・金融機関・消費者金融専業・リース/ローン会社それぞれが加盟・出資し、会員として信用情報を利用できる日本初の縦断型信用情報機関である。2000年に現社名に変更した。
2億件を超す信用情報を保有し、先の業種が異なる企業間の信用情報が利用出来る。しかし、情報更新などが会員会社の任意であり、登録内容も他の信用情報機関の物よりも詳細ではない場合があるなどの課題点があった。

## 沿革

### 全国信用情報センター連合会
- 1976年9月 - 全国各地の10の個人信用情報機関（情報センター）が集まり「全国信用情報交換所連絡協議会」設立。
- 1980年6月 - 「全国信用情報センター連合会」へ名称変更。
- 1987年3月 ‐ 全情連加盟33情報センター、全国銀行個人信用情報センター、株式会社シー・アイ・シーの三機関で延滞等の一部情報の交流システム「CRIN」サービス開始。
- 1991年11月 - 全情連加盟33情報センター統一の個人信用情報提供システム「JACIN」サービス開始。
- 1993年6月 - 公的記録情報提供システム「PRIS」サービス開始。
- 1997年8月 - JACINの後継である全国情報一元化個人信用情報提供システム「JACIN II」サービス開始。
- 1997年8月 - 電話帳情報提供システム「CRDB」サービス開始。
- 1999年10月 - クレジット、リース、保証業等の与信事業を営む企業を会員とする個人信用情報機関「株式会社テラネット」（初代）を設立。
- 2003年1月 - 個人信用情報提供システム「STARS」、並びに法人信用情報提供システム「BL」サービス開始。
- 2005年10月 - 金融庁より個人情報の保護に関する法律に基づく認定個人情報保護団体の認定を受ける。
- 2009年4月 - テラネット（2代）へ全情連加盟33情報センターの信用情報事業を譲渡し解散。

### 株式会社シーシービー
- 1983年 ‐ 株式会社セントラル・コミュニケーション・ビューロー設立。
- 2000年 - 株式会社シーシービーへ商号変更。
- 2009年8月 - 日本信用情報機構に吸収合併され解散。

### 株式会社テラネット
- 1998年 - 全情連および全情連に加盟する個人信用情報機関などの出資により、株式会社テラネット（初代）設立。
- 2000年 - テラネットの個人信用情報機関としての運用が開始される。
- 2007年12月 - 株式会社日本情報センター、株式会社アイネット、株式会社テラネット（初代）の三社が合併し、新たに株式会社テラネット（2代）発足（存続会社は日本情報センター）。

### 株式会社日本信用情報機構
- 2009年
  - 4月 - テラネット（2代）が全国信用情報センター連合会加盟33情報センターから事業承継を受け、社名を株式会社日本信用情報機構（略称「JIC」）に変更
  - 8月 - シーシービーを吸収合併、略称を「JICC」に変更。
- 2010年3月 - 内閣総理大臣より貸金業法に基づく指定信用情報機関として指定される。

### 参考
- CIC、JICC、全国銀行個人信用情報センター(KSC)の違いまとめ